# TPC Southwind
De TPC Southwind is een countryclub in de Verenigde Staten, dat opgericht werd in 1988 en maakt deel uit van de Tournament Players Club. De club bevindt zich in Memphis, Tennessee en heeft een 18 holesbaan met een par van 70. Golfbaanarchitect Ron Prichard heeft de golfbaan ontworpen.

## Golftoernooien
Voor het toernooi is de lengte van de baan voor de heren 6624 m met een par van 70. De course rating is 75,9 en de slope rating is 138.
- FedEx St. Jude Classic: 1989-heden

## Trivia
- In 1996 zette golfer John Cook een toernooirecord neer op de FedEx St. Jude Classic nadat hij na vier speelronden 258 slagen nodig (24 slagen onder par) om het toernooi te winnen. Tot op heden is hij nog de recordhouder.
- In 1993 zette golfer Jay Delsing een baanrecord neer met 61 slagen (9 slagen onder par), dat later geëvenaard werd door Bob Estes, in 2001.[4]